# Punch Line
Punch Line (яп. パンチライン) — японський аніме-серіал виробництва студії MAPPA та режисерства Ютаки Уемури за сценарієм Котаро Учікоші. В Японії публікувався на каналі Fuji TV у блоці Noitamina в період з 9 квітня 2015 року по 25 червня 2015 року, одночасно з цим — на американському Crunchyroll.
Восени 2015 за його мотивами Котаро Ючікоші та художником Ґініті розпочато випуск манґи, яка є продовженням подій аніме. Манга публікується у журналі Kadokawa Comic Dengeki G. Екранізація відеоігри, розроблена компанією 5pb. була випущена на PlayStation 4 та PlayStation Vita у 2016 році в Японії, а в травні 2019 року вийшла в Північній Америці та Європі. Манга під назвою Punch Line Max, події якої відбуваються за мотивами аніме-серіалу, публікувалася корпорацією Kadokawa в Dengeki G's Comic з 30 вересня 2015 року по 29 грудня 2016 року, і була зібрана у двох томах. Ілюстрував комікс Гінічі, а в його основу лягла оригінальна ідея Усікоші.

## Сюжет
Головний герой Юта Ірадатсу живе в житловому комплексі з чотирма дівчатами: Наругіно Мікатан, Хікіотані Іто, Дайхатсу Мейкою і Чічібу Рабурою. Одного дня Юта покидає своє тіло й стає духом. Керуючись порадами кота-духа Тіріноске, Юта повинен навчитися освоювати здібності духа для того, щоб захистити себе й повернутися до тіла. Однак, якщо Юта побачить трусики дівчат двічі поспіль, Земля буде знищена метеором.

## Персонажі
Юта Ірадатсу (яп. 伊里達 遊太, Iridatsu Yūta)
Сейю: Іноуе Маріна
Головний герой. Душа Юти були відділена від тіла після інціденту з угоном автобусу. Він повинен шукати Священну Книгу, щоб повернутися до фізичного тіла., Коли Юта бачить трусики дівчини, він отримує приплив сил, але, побачивши трусики два рази поспіль, Юта отримує занадто багато стимуляції і втрачає свідомість. Це якимось чином призводить падіння метеору, що руйнує Землю, хоча Юта може піти назад у часі, щоб запобігти цьому.
Мікатан Наруґіно (яп. 成木野 みかたん, Narugino Mikatan)
Сейю: Котобукі Мінако
Це дівчина, що таємно бореться зі злочинністю під ім'ям Strange Juice.

## Епізоди
| №  | Назва японською                                                                      | Дата виходу    |
| -- | ------------------------------------------------------------------------------------ | -------------- |
| 1  | Panty Panic (яп. パンツパニック, Pantsu Panikku)                                     | 9 квітня 2015  |
| 2  | Seirui Awaremi no Lace (яп. 生類憐みのレース, Seirui Awaremi no Rēsu)                | 16 квітня 2015 |
| 3  | Kaseijin, Shūrai! (яп. 火星人、襲来！)                                               | 23 квітня 2015 |
| 4  | Toritsuku Shima Moyō (яп. 取り憑くシマ模様)                                          | 30 квітня 2015 |
| 5  | Ito, Shisu (яп. 愛、死す)                                                            | 7 травня 2015  |
| 6  | Ōmisoka da yo, Meikaemon (яп. 大晦日だよ、明香えもん)                                | 14 травня 2015 |
| 7  | Kaettekita, Panty Panic (яп. 帰ってきた、パンツパニック, Kaettekita, Pantsu Panikku) | 21 травня 2015 |
| 8  | PANTY PARTY!                                                                         | 28 травня 2015 |
| 9  | Brazilian High Kick (яп. ブラジリアンハイキック, Burajirian Hai Kikku)               | 4 червня 2015  |
| 10 | Tsuiraku (яп. 墜落)                                                                  | 11 червня 2015 |
| 11 | Justice Punch! (яп. ジャスティスパンチ!, Jasutisu Panchi!)                           | 18 червня 2015 |
| 12 | Punch Line (яп. パンチライン, Panchi Rain)                                           | 25 червня 2015 |